# Banwa
Banwa is een van de 45 provincies van Burkina Faso. De hoofdstad is Solenzo.

## Geografie
Banwa heeft een oppervlakte van 5.882 km² en ligt in de regio Boucle du Mouhoun. De provincie grenst in het oosten aan Mali.
De provincie is onderverdeeld in zes departementen: Balavé, Kouka, Sami, Sanaba, Solenzo en Tansila.

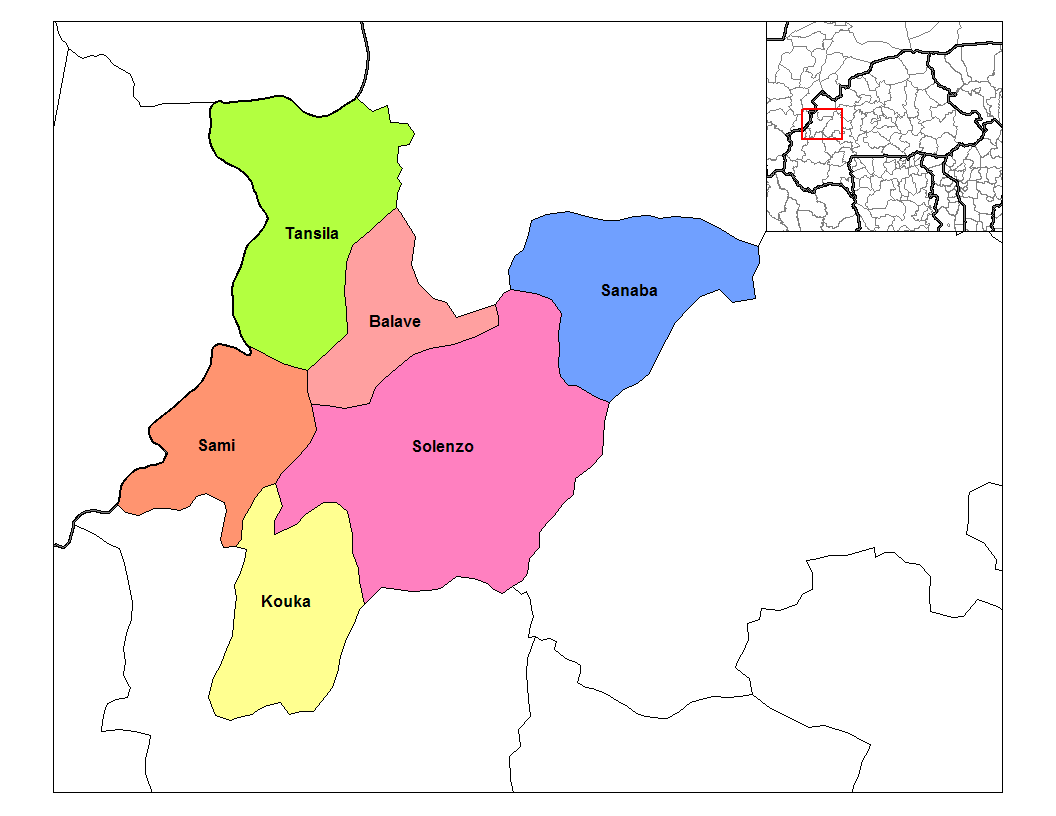
Departementen van Banwa

## Bevolking
Banwa had op 16 november 2019 ongeveer 347.000 inwoners, waarvan 169.820 man en 177.169 vrouw. De bevolking van Banwa was in 2019 nog betrekkelijk jong. Kinderen tussen 0-14 jaar vormden met 167.890 personen 48,4% van de bevolking, gevolgd door 169.408 personen tussen 15-64 jaar (48,8%) en 9.691 65-plussers (2,8%).
| 158.963 | 215.297 | 269.375 | 346.989 |

De urbanisatiegraad in Banwa was laag. In 2019 woonden er slechts 24.783 personen in steden - allen in de enige stad van de provincie, namelijk Solenzo - waarmee de urbanisatiegraad uitkwam op 7,1%. De resterende 322.206 inwoners woonden op het platteland (92,9% van de bevolking).
Balé · Bam · Banwa · Bazéga · Bougouriba · Boulgou · Boulkiemdé · Comoé · Ganzourgou · Gnagna · Gourma · Houet · Ioba · Kadiogo · Kénédougou · Komondjari · Kompienga · Kossi · Koulpélogo · Kouritenga · Kourwéogo · Léraba · Loroum · Mouhoun · Nahouri · Namentenga · Nayala · Noumbiel · Oubritenga · Oudalan · Passoré · Poni · Sanguié · Sanmatenga · Séno · Sissili · Soum · Sourou · Tapoa · Tuy · Yagha · Yatenga · Ziro · Zondoma · Zoundwéogo